# Pelidnota bondili
Pelidnota bondili är en skalbaggsart som beskrevs av Soula 2006. Pelidnota bondili ingår i släktet Pelidnota och familjen Rutelidae. Inga underarter finns listade i Catalogue of Life.